# Comenius

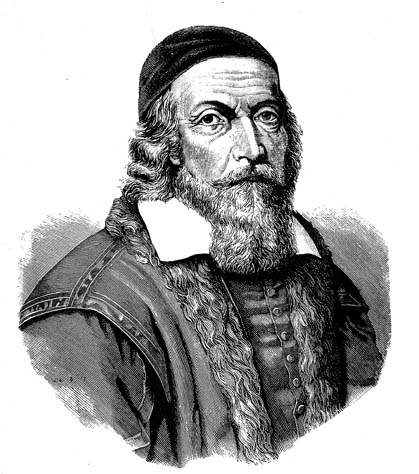
Jan Ámos Komenský, patron programu

Comenius (ang. Comenius programme) – część programu Socrates I i Socrates II oraz Lifelong Learning Programme dotycząca edukacji na obszarze Unii Europejskiej. Nazwę otrzymał na cześć żyjącego na przełomie XVI i XVII w. czeskiego pedagoga i filozofa, mieszkającego m.in. w Polsce w Lesznie – Jana Amosa Komeńskiego. Program jest realizowany ze środków Unii Europejskiej.
Głównym zadaniem programu Comenius było szkolenie nauczycieli przez wspieranie europejskich projektów doskonalenia zawodowego prowadzące do wzrostu poziomu nauczania. Duży nacisk położony został na wprowadzenie nowoczesnych metod nauczania (w tym technologii informatycznej). Prowadzona była też wymiana uczniów – program stymuluje współpracę pomiędzy przedszkolami, szkołami podstawowymi, gimnazjami i średnimi. Promował wymianę doświadczeń oraz dążenie do wzajemnego uznawania stopni, świadectw i dyplomów. Kładł szczególny nacisk na współpracę w dziedzinie edukacji międzykulturowej – propagował ideę Europy Narodów – zgodnie z dewizą UE – Jedność w różnorodności (łac. In varietate concordia).
31 grudnia 2006 roku dobiegła końca II edycja pakietu Comenius w programie Socrates II (realizowana w latach 2000–2006/2007). Wszelkie działania zakończone zostały 31 sierpnia 2007 r. Kontynuacją programu był program Lifelong Learning Programme (Uczenie się przez całe życie), realizowany w latach 2007–2013.
W pakiecie Comenius realizowanym w ramach programu Lifelong Learning Programme dodano dwie nowe, nie występujące wcześniej sekcje:
Comenius – Regio (współpraca regionalna), którego celem jest wzmocnienie współpracy międzyregionalnej pomiędzy organizacjami odpowiedzialnymi za regionalną politykę oświatową (akcja rozpocznie się w 2009 r.) i Comenius – indywidualne wyjazdy uczniów, który zakłada mobilność uczniów szkół średnich (wiek uczniów uprawnionych do wymiany: minimum 14–16 lat). Przewidziany czas rozpoczęcie tej akcji planowany jest na rok szkolny 2008/2009.
Nowy pakiet Comenius ma za zadanie zintensyfikowanie wymiany uczniów i nauczycieli w dwóch rodzajach projektów:
- projekcie wielostronnym, który zakłada:
  - wizyta robocza koordynatora szkolnego projektu (udział uczniów i nauczycieli)
  - wizyta studyjna dyrektora szkoły (kadra zarządzająca szkołą/placówką)
  - wymiana nauczycieli (teacher exchange)
  - staż nauczycielski (teacher placement)
- projekcie dwustronnym, który zakłada:
  - wizyta robocza koordynatora szkolnego projektu (udział uczniów i nauczycieli)
  - wizyta studyjna dyrektora szkoły (kadra zarządzająca szkołą/placówką)
  - wymiana nauczycieli (teacher exchange)
  - staż nauczycielski (teacher placement)
  - wymiana uczniów/klas
  - wyjazd nauczycieli towarzyszących wymianie uczniów/klas.

Cele i korzyści:
- podnoszenie wśród młodych ludzi i kadry pedagogicznej poziomu wiedzy i zrozumienia dotyczących różnorodności europejskiej kultury, języków i uświadamiania wartości tego zróżnicowania,
- pomaganie młodym ludziom w zdobyciu podstawowych umiejętności potrzebnych w dorosłym życiu i kompetencji niezbędnych dla ich osobistego rozwoju oraz potrzebnych dla przyszłego zatrudnienia i aktywnego uczestnictwa w obywatelstwie europejskim,
- podnoszenie jakości kształcenia i wzmocnienie europejskiego wymiaru edukacji szkolnej poprzez wspieranie międzynarodowej współpracy i wymian między szkołami,
- promowanie wprowadzania edukacji interkulturowej w szkołach, nauki języków obcych, zastosowań nowoczesnych technologii informacyjno-komunikacyjnych w edukacji szkolnej,
- przeciwdziałanie marginalizacji w edukacji i niepowodzeniom w nauce szkolnej,
- integracja uczniów o specjalnych potrzebach edukacyjnych,
- praca w grupie partnerów z różnych krajów europejskich,
- włączenie w program dydaktyczny i wychowawczy szkoły,
- zaangażowanie dużej grupy uczniów i nauczycieli,
- osiągnięcie konkretnych efektów współpracy np. wydawnictwo, CD, film, pomoce dydaktyczne, innowacje pedagogiczne,
- aktywizacja uczniów i nauczycieli oraz doskonalenie warsztatu zawodowego nauczyciela
- atrakcyjna forma zdobywania wiedzy i umiejętności,
- zwiększona motywacja do nauki języków obcych,
- zmiana stereotypowych wyobrażeń o partnerach i samym sobie,
- pogłębianie świadomości własnej odrębności regionalnej, narodowej, ale również przynależności do rodziny europejskiej,
- wymiana doświadczeń z nauczycielami z innych krajów europejskich,
- wzbogacenie i uatrakcyjnienie oferty edukacyjnej szkoły,
- realizacja ścieżek międzyprzedmiotowych, w szczególności: edukacja regionalna, edukacja europejska, edukacja medialna.